# Milad Vaziri
Milad Vaziri, född 9 juni 1988, är en iransk bågskytt. Han deltog vid olympiska sommarspelen 2012 och 2020.